# Listă de conducători de stat din 1859
1855 - 1856 - 1857 - 1858 - 1859 - 1860 - 1861 - 1862 - 1863
Aceasta este o listă a conducătorilor de stat din anul 1859:

## Europa
- Anglia: Victoria (regină din dinastia de Hanovra, 1837-1901)
- Austria: Francisc Iosif (împărat din dinastia de Habsburg-Lorena, 1848-1916; totodată, rege al Cehiei, 1848-1916; totodată, rege al Ungariei, 1848/1867-1916)
- Bavaria: Maximilian al II-lea Josef (rege din dinastia de Wittelsbach, 1848-1864)
- Belgia: Leopold I (rege din dinastia de Saxa-Coburg, 1831-1865)
- Cehia: Francisc Iosif (rege din dinastia de Habsburg-Lorena, 1848-1916; totodată, împărat al Austriei, 1848-1916; totodată, rege al Ungariei, 1848/1867-1916)
- Danemarca: Frederik al VII-lea (rege din dinastia de Oldenburg, 1848-1863)
- Elveția: Jakob Stampfli (președinte, 1856, 1859, 1862)
- Franța: Ludovic Napoleon Bonaparte (Napoleon al III-lea) (președinte, 1848-1870; împărat, din 1852)
- Grecia: Otto (Friedrich Ludwig) (rege din dinastia de Bavaria, 1833-1862)
- Imperiul otoman: Abdul-Medjid I (sultan din dinastia Osmană, 1839-1861)
- Liechtenstein: Johannes al II-lea cel Bun (principe, 1858-1929)
- Luxemburg: Wilhelm al III-lea (mare duce din dinastia de Orania-Nassau, 1849-1890; totodată, rege al Olandei, 1849-1890)
- Modena: Francesco al V-lea (duce din dinastia de Habsburg-Lorena, 1846-1859) și Luigi Carlo Farini (dictator, 1859-1860; totodată, dictator în Parma, 1859-1860)
- Monaco: Carol al III-lea (principe, 1856-1889)
- Muntenegru: Danilo al II-lea (vlădică din dinastia Petrovic-Njegos, 1851-1860; principe, din 1852)
- Olanda: Wilhelm al III-lea (rege din dinastia de Orania-Nassau, 1849-1890; totodată, mare duce de Luxemburg, 1849-1890)
- Parma: Robert I (duce din dinastia de Bourbon, 1854-1859) și Carlo Luigi Farini (dictator, 1859-1860; totodată, dictator în Modena, 1859-1860)
- Portugalia: Pedro al V-lea (rege din dinastia de Braganca-Saxa-Coburg-Gotha-Kohary, 1853-1861)
- Prusia: Frederic Wilhelm al IV-lea (rege din dinastia de Hohenzollern, 1840-1861)
- România: Alexandru Ioan Cuza (domnitor, 1859-1866)
- Rusia: Alexandru al II-lea Nikolaievici (împărat din dinastia Romanov-Holstein-Gottorp, 1855-1881)
- Sardinia: Vittorio Emmanuele al II-lea (rege din casa de Savoia, ramura Carignan, 1849-1861; ulterior, rege al Italiei, 1861-1878)
- Saxonia: Johann (Nepomuk Marie Josef Anton Xaver Vinzenz Ludwig Franz de Paula Stanislaus Bernhard Paul Felix Damasus) (rege din dinastia de Wettin, 1854-1873)
- Serbia: Miloș (principe din dinastia Obrenovic, 1815-1839, 1858-1860)
- Sicilia: Ferdinand al II-lea Bomba (rege din dinastia de Bourbon, 1830-1859) și Francisc al II-lea (rege din dinastia de Bourbon, 1859-1860)
- Spania: Isabela a II-lea (regină din dinastia de Bourbon, 1833-1868)
- Statul papal: Pius al IX-lea (papă, 1846-1878)
- Suedia: Oskar I (rege din dinastia Bernadotte, 1844-1859) și Carol al XV-lea (rege din dinastia Bernadotte, 1859-1872)
- Toscana: Leopold al II-lea (mare duce din dinastia de Habsburg-Lorena, 1824-1859)
- Transilvania: Friedrich Liechtenstein (guvernator, 1858-1861)
- Ungaria: Francisc Iosif (rege din dinastia de Habsburg-Lorena, 1848/1867-1916; totodată, împărat al Austriei, 1848-1916; totodată, rege al Cehiei, 1848-1916)

## Africa
- Așanti: Kwaku Dua I (așantehene, 1834-1867)
- Bagirmi: Abu-Sekkin Muhammad (mbang, 1858-1871)
- Barotse: Sekeletu (litunga, 1851-1863)
- Benin: Adolo (obba, cca. 1850-1888)
- Buganda: Mutesa I (Mukabaya) (kabaka, 1856-1884)
- Bunyoro: Kyebambe al IV-lea (Kamurasi) (mukama, cca. 1852-1869)
- Burundi: Mwezi al IV-lea Gisaabo (mwami din a patra dinastie, 1852-1908)
- Dahomey: Gelele (rege, 1858-1889)
- Darfur: Muhammad Hussain ibn Muhammad Fadl (sultan, 1838/1839-1873)
- Egipt: Muhammad Said Pașa (conducător, 1854-1863)
- Ethiopia: Theodoros al II-lea (împărat, 1855-1868)
- Imerina: Ranavalona I (Ramavo) (regină, 1828-1861)
- Imperiul otoman: Abdul-Medjid I (sultan din dinastia Osmană, 1839-1861)
- Kanem-Bornu: Umar ibn Muhammad (șeic din dinastia Kanembu, 1837-1853, 1854-1880)
- Lesotho: Moshoeshoe I (rege, 1818/1820-1870)
- Liberia: Stephen Allen Benson (președinte, 1856-1864)
- Lunda: Cakasekene (mwato-yamvo, 1857-?) (?)
- Maroc: Moulay Abd ar-Rahman ibn Hișam (sultan din dinastia Alaouită, 1822-1859) și Sidi Mohammed (al IV-lea) ibn Abd ar-Rahman (sultan din dinastia Alaouită, 1859-1873)
- Munhumutapa: Kataruza (rege din dinastia Munhumutapa, 1835-1868)
- Oyo: Atiba (rege, cca. 1836-1859) și Adelu (rege, 1859-1875)
- Rwanda: Yuhi al IV-lea Gahindiro (rege, cca. 1830-cca. 1860)
- Swaziland: Mswati (Mdvuso) (rege din clanul Ngwane, 1840-1868)
- Tunisia: Muhammad al II-lea ibn Hussain (bey din dinastia Husseinizilor, 1855-1859) și Muhammad al III-lea ibn Hussein as-Sadik (bey din dinastia Husseinizilor, 1859-1882)
- Wadai: Ali ibn Muhammad (sultan, 1858-1874)
- Zanzibar: Madjid ibn Said (sultan din dinastia Bu Said, 1856-1870)

## Asia

### Orientul Apropiat
- Afghanistan: Dost Muhammad Khan (suveran din dinastia Barakzay, 1826-1839, 1842-1863)
- Arabia: Faisal I ibn Turki (imam din dinastia Saudiților/Wahhabiților, 1834-1838, 1843-1865)
- Bahrain: Muhammad I ibn al-Khalifah (II) (emir din dinastia al-Khalifah, 1843-1868, 1869)
- Iran: Nasir ad-Din (șah din dinastia Kajarilor, 1848-1896)
- Imperiul otoman: Abdul-Medjid I (sultan din dinastia Osmană, 1839-1861)
- Kuwait: Jabir I ibn Abdallah (emir din dinastia as-Sabbah, 1812-1859) și Sabbah al II-lea ibn Jabir (emir din dinastia as-Sabbah, 1859-1866)
- Oman: Suwaini ibn Said (imam din dinastia Bu Said, 1856-1866)
- Yemen, statul Sanaa: al-Mansur Muhammad (imam, 1853-1890), al-Mutawakkil al-Muhsin (imam, 1855-1878) și al-Mansur Hussayn (imam, 1859-1863)

### Orientul Îndepărtat
- Atjeh: Mansur Șah (sultan, 1836-1870)
- Birmania, statul Toungoo: Mindon Min (rege din dinastia Alaungpaya, 1853-1878)
- Brunei: Abdul Mumin (sultan, 1852-1885)
- Cambodgea: Preah Ang Duong (Nho Ong Don, Samdech Preah Harirak Reamea Esora Thippadey) (rege, 1842/1845-1859)
- China: Wenzong (Yizhu) (împărat din dinastia manciuriană Qing, 1851-1861)
- Coreea, statul Choson: Ch'oljong (Yi Chung) (rege din dinastia Yi, 1849-1863)
- India: Charles John Canning (guvernator general, 1856-1862; vicerege, din 1858)
- Japonia: Komei (împărat, 1847-1866) și Iemochi (principe imperial din familia Tokugaua, 1858-1866)
- Laos, statul Champassak: interregnum (1858-1863)
- Laosul superior: Tiantharat (Chantha Kuman) (rege, 1851-1870)
- Maldive: Imad ad-Din Muhammad al III-lea (sultan, 1834-1882)
- Mataram (Jogjakarta): Abd ar-Rahman Amangkubowono al VI-lea (Mangku-bumi Gatot) (sultan, 1855-1877)
- Mataram (Surakarta): Pakubowono al VIII-lea (Angabehi) (sultan, 1858-1861)
- Nepal, statul Gurkha: Surendra Bikram Șah Bahadur Șamșir Jang (rege, 1847-1881)
- Rusia: Alexandru al II-lea Nikolaievici (împărat din dinastia Romanov-Holstein-Gottorp, 1855-1881)
- Thailanda, statul Ayutthaya: Pra Chomklao Chaoyuhua (Mongkut, Rama al IV-lea) (rege din dinastia Chakri, 1851-1868)
- Tibet: nGag-dbang bLo-bzang Phrin-las rgya-mtsho (dalai lama, 1858-1875)
- Tibet: Panchen dPal-ldan Ch'os-kyi gRags-pa (Chokye Trakpa) (panchen lama, 1857-1882)
- Vietnam: Tu Duc (Nguyen Duc-Tong) (împărat din dinastia Nguyen, 1848-1883)

## America
- Argentina: Justo Jose de Urquiza (director, 1852-1860; președinte, din 1854)
- Bolivia: Jose Maria Linares (președinte, 1857-1861; dictator, din 1858)
- Brazilia: Pedro al II-lea (împărat din dinastia de Braganca, 1831-1889)
- Chile: Manuel Montt (președinte, 1851-1861)
- Columbia: Mariano Ospina Rodriguez (președinte, 1857-1861)
- Costa Rica: Juan Rafael Mora Porras (președinte, 1849-1859) și Jose Maria Montealegre Fernandez (președinte, 1859-1863)
- Republica Dominicană: Pedro Santana (președinte, 1844-1848, 1853-1856, 1859-1861)
- Ecuador: Gabriel Garcia Moreno (președinte, 1859-1865, 1869-1875)
- El Salvador: Miguel Santin del Castillo (președinte, 1858-1859), Joaquin Eufrasio Guzman (președinte, 1859), Jose Maria Peralta (președinte, 1859, 1860-1861) și Gerardo Barrios Espinosa (președinte, 1859-1860, 1861-1863)
- Guatemala: Rafael Carrera (președinte, 1844-1848, 1851-1865)
- Haiti: Faustin Soulouque (Faustin I) (președinte, 1847-1859; împărat, din 1849) și Nicholas Fabre Geffrard (președinte, 1859-1867)
- Honduras: Santos Guardiola (președinte, 1856-1862)
- Mexic: Benito Pablo Juarez (președinte, 1858-1872), Felix Maria Zuloaga (președinte, 1858-1859) și Miguel Miramon (președinte, 1859-1860)
- Paraguay: Carlos Antonio Lopez (consul, 1841-1862; dictator, din 1844)
- Peru: Ramon Castilla y Marquesado (președinte, 1845-1851, 1855-1862)
- Statele Unite ale Americii: James Buchanan (președinte, 1857-1861)
- Uruguay: Gabriel Antonio Pereira (președinte, 1856-1860)
- Venezuela: Julian Castro (președinte, 1858-1859) și Manuel Felipe de Tovar (președinte, 1859-1861)

## Oceania
- Hawaii: Kamehameha al IV-lea (Alexander Liholiho) (rege, 1854-1863)
- Noua Zeelandă: Thomas Gore Browne (guvernator, 1855-1861)
- Tonga: George Tupou I (rege, 1845-1893)